# Солдатская Балка
Солдатская Балка — хутор в Отрадненском районе Краснодарского края.
Входит в состав Подгорно-Синюхинского сельского поселения.

## География
Хутор расположен в верховьях степной реки Джелтмес в 6 км к востоку от центра сельского поселения — станицы Подгорная Синюха.

### Улицы
- ул. Заречная,
- ул. Луговая,
- ул. Первомайская,
- ул. Шоссейная.

## История
Хутор основан в 1866 году.

## Население
| 2002 | 2010 |
| ---- | ---- |
| 278  | ↗294 |